# Operatie Provide Comfort

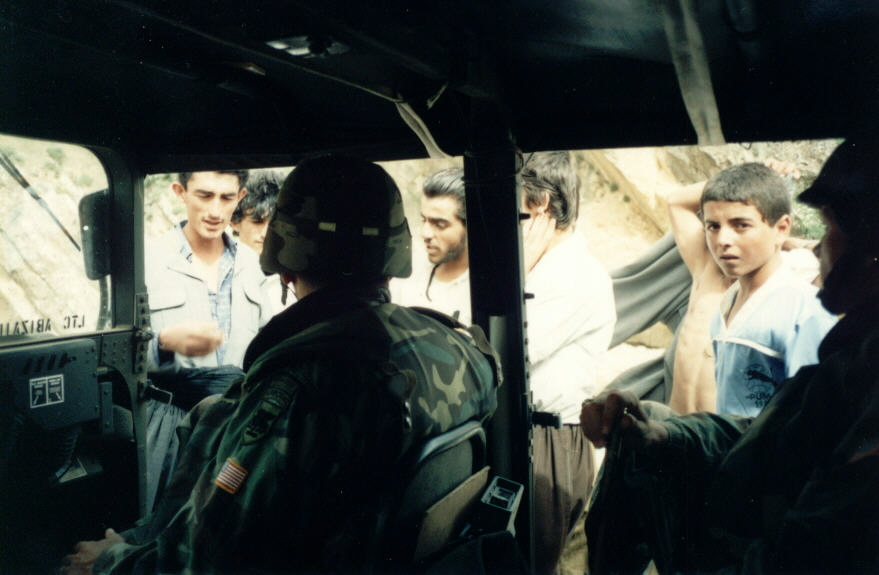
Toen-luitenant-kolonel John Abizaid spreekt met Koerden in Noord-Irak tijdens Operatie Provide Comfort, 1991.

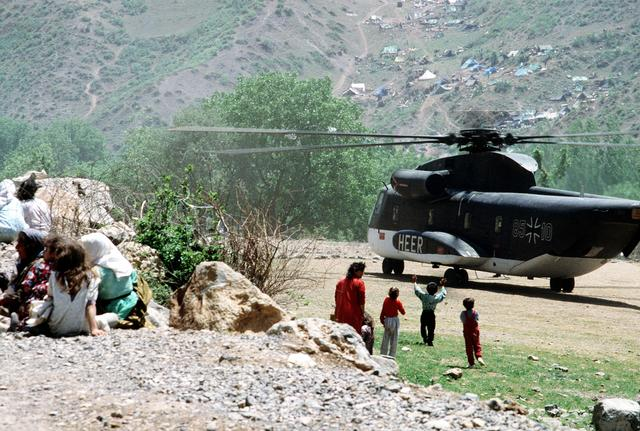
Koerdische vluchtelingen lopen naar een CH-53G helikopter van de Bundeswehr tijdens Operatie Provide Comfort.

Operatie Provide Comfort (OPC) was een internationale militaire operatie in Noord-Irak die begon op 6 april 1991 en duurde tot 24 juli 1992.

## Aanleiding
Tijdens de Golfoorlog vluchtten vele Koerden, die in het Noorden van Irak wonen, verder Noordwaarts richting de grens met Turkije. De Koerden hadden schrik dat het Iraakse regime hen zou uitroeien, zeker nadat ze gesterkt door het Iraakse verlies van de Golfoorlog in opstand kwamen. Om politieke redenen ontzegde Turkije hen echter de toegang tot hun grondgebied. Hierdoor zaten honderdduizenden Koerden vast tussen de grens en de Iraakse troepen van Saddam Hoessein op ruw terrein en in moeilijke omstandigheden zonder voedsel, water en medische zorgen. Het resultaat was dat elke dag 800 tot 1000 meestal erg jonge of oude Koerden omkwamen. Op 5 april 1991 veroordeelde Resolutie 688 van de Verenigde Naties de Iraakse repressie en vroeg een internationale hulpmacht voor de ongeveer 500.000 Koerden.

## Het begin

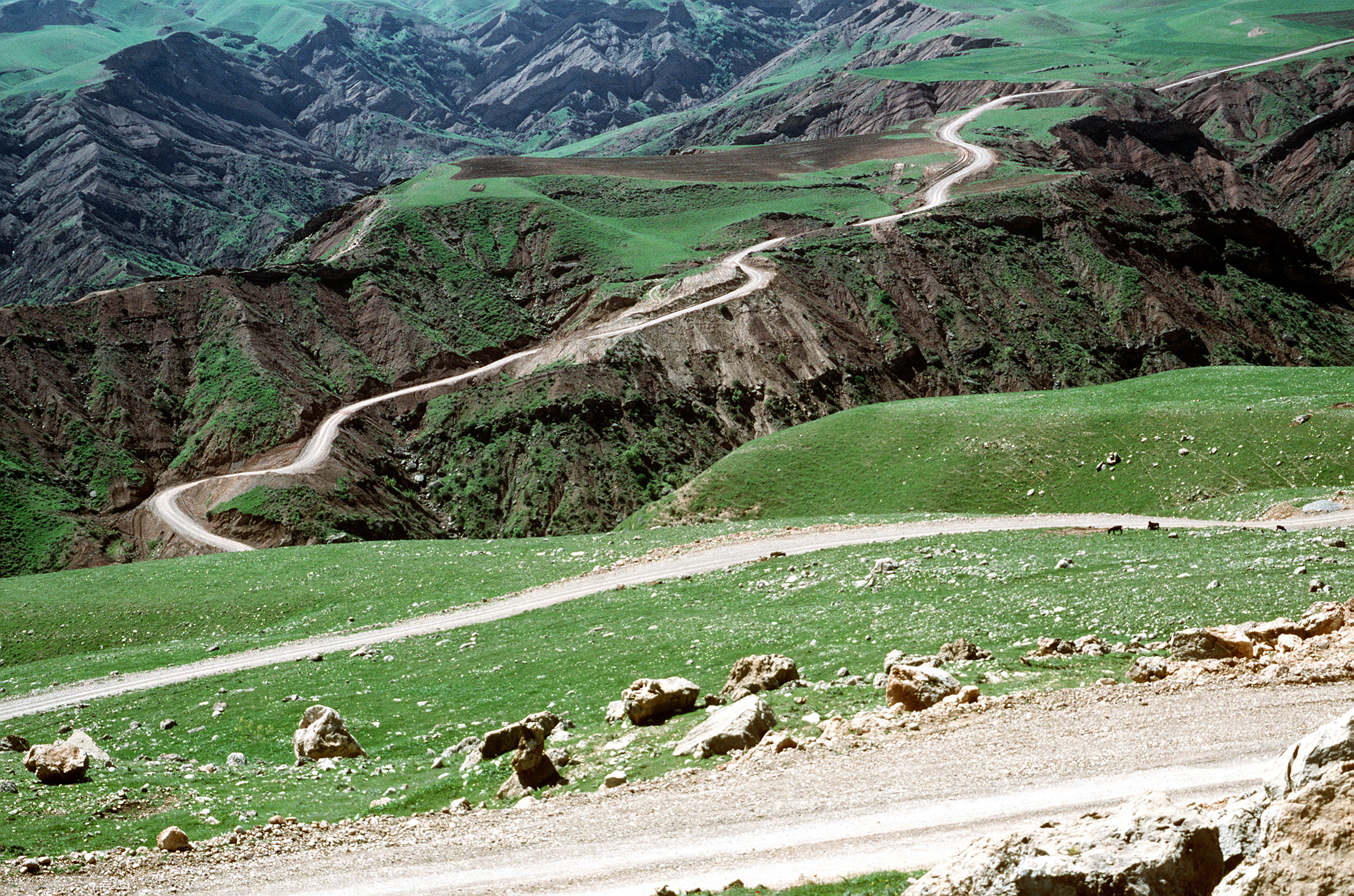
Het terrein in Noord-Irak.

President George H.W. Bush van de VS beval dat een operatie op touw moest gezet worden om hen te beschermen en helpen. Die operatie werd op 6 april gevormd en Provide Comfort (Nederlands: comfort verstrekken) gedoopt.
Minder dan 48 uur na het bevel waren de eerste vracht- en gevechtsvliegtuigen reeds onderweg naar bases in Zuid-Turkije. Van daaruit begonnen ze al op 7 april hulppakketten te verspreiden. Noord-Irak werd een gedemilitariseerde- en no-flyzone
vanaf de 36e breedtegraad. Die zone werd beveiligd met Amerikaanse, Britse en Franse gevechtsvliegtuigen en door een kleine grondmacht met ook Turkse troepen.

## Het einde
Op 16 april breidde de Amerikaanse president de operatie uit door de oprichting van vluchtelingenkampen. Er werden ook twee taskforces opgericht, JTF Alpha en JTF Bravo, die ondersteunende taken kregen. Nadat de gevaren geweken waren en de Koerden ondergebracht of gerepatrieerd waren werd de operatie beëindigd op 24 juli. Tot die datum waren 6154 ton hulpgoederen gedropt door vliegtuigen, 6251 door helikopters en 4416 geleverd door vrachtwagens. Op dezelfde dag begon Operatie Provide Comfort II die vijf en een half jaar duurde en de verdere bescherming van de Koerden moest verzekeren.

## Deelnemende landen

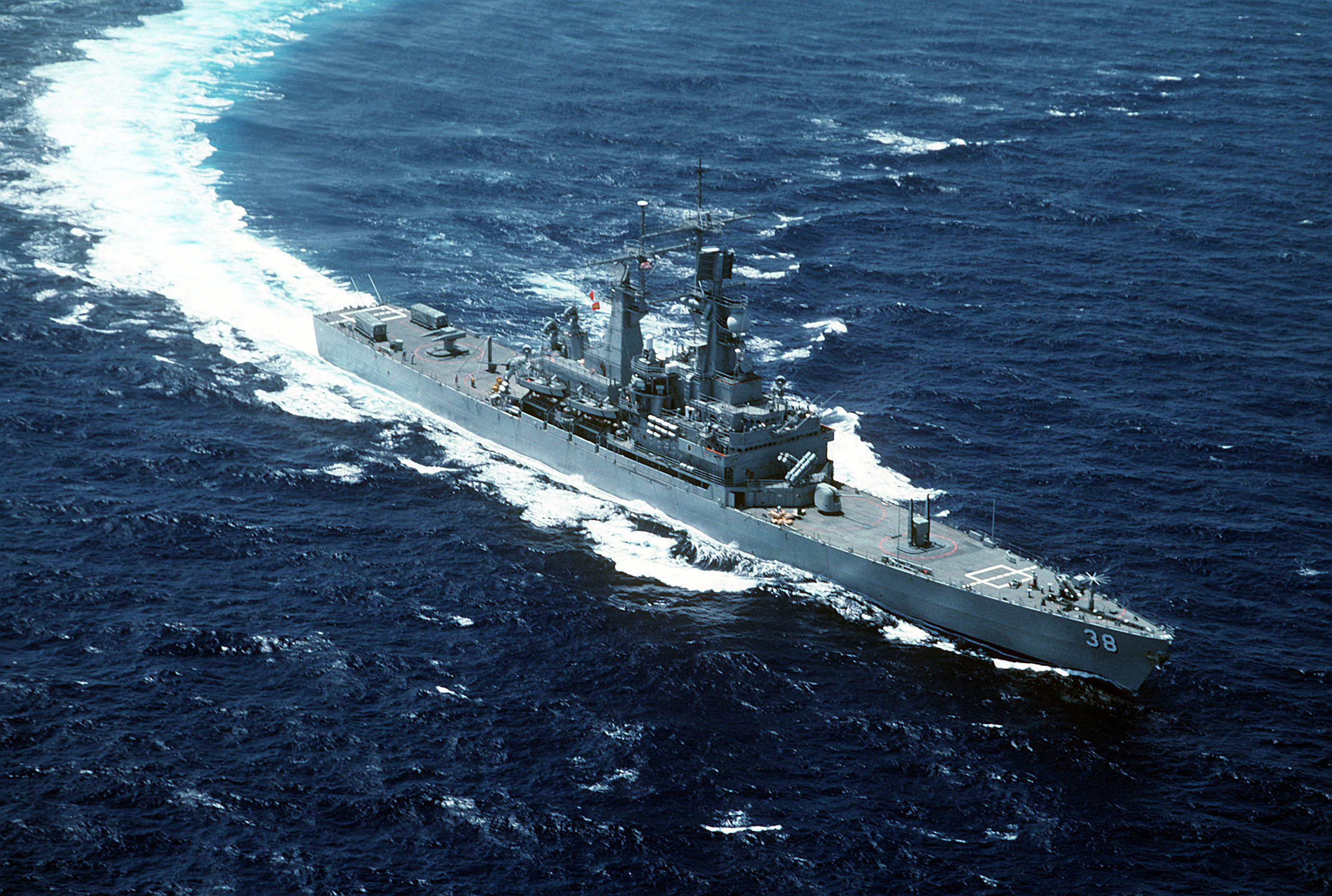
De USS Virginia ter ondersteuning in de Middellandse Zee op 26 april 1991.

In totaal namen dertien landen, waaronder Nederland en België, deel aan de operatie die werd ondersteund door
in totaal dertig landen. De belangrijkste deelnemers waren:
- Frankrijk
- Turkije
- Verenigd Koninkrijk
- Verenigde Staten